# Friedrich Ani

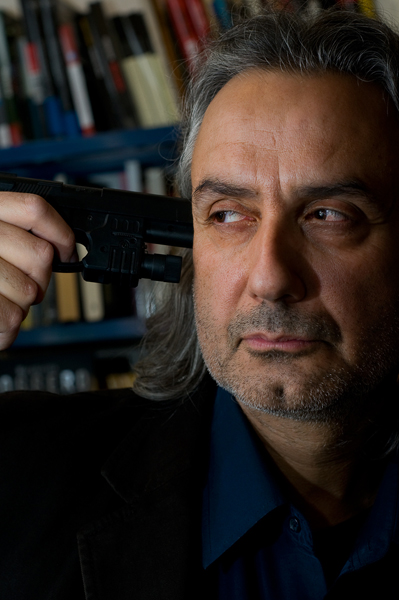

Friedrich Ani (Kochel, 7 gennaio 1959) è uno scrittore tedesco noto soprattutto per i suoi romanzi gialli che vedono protagonista il commissario Tabor Süden.

## Biografia
Friedrich Ani è figlio di madre tedesca e padre siriano. Trasferitosi a Monaco di Baviera comincia a dedicarsi alla scrittura. Lavora in radio e a teatro. Si laurea in sceneggiatura all'Università di Cinema e Televisione di Monaco di Baviera. Dal 1981 al 1989 è cronista giudiziario per il Süddeutsche Zeitung. Si specializza nelle inchieste criminali, un lavoro che gli permette di sondare gli ambienti e i personaggi che caratterizzeranno i suoi romanzi polizieschi. Passa successivamente al giornalismo culturale e alla sceneggiatura per la televisione per poi dedicarsi unicamente alla scrittura.

### Tabor Süden e il suo mondo
Il detective Tabor Süden ha circa cinquant'anni e vive solo. Lavora nella sezione “persone scomparse” al dipartimento di polizia di Monaco. Silenzioso e tenace, più che ai fatti che compongono l'indagine, le sue ricerche sono caratterizzate dalla particolare attenzione rivolta alla personalità delle persone: questo permette ai suoi romanzi di sondare differenti generi quali il noir e il thriller psicologico.
La sua figura è stata accostata alla tradizione dei grandi lupi solitari nella linea di Dashiell Hammett e Raymond Chandler, mentre la serialità e l'attenzione alla descrizione psicologica e sociale possono far pensare al Maigret di Simenon. 
L'abilità di Friedrich Ani nel tratteggio delle atmosfere e la sua brillante narrazione dei tormenti dell'anima ricordano Jo Nesbø e Henning Mankells, ma il suo stile rientra in una nuova declinazione della letteratura noir particolarmente fertile in Germania, quella dei “gialli tedeschi”.

## Riconoscimenti
I suoi libri sono stati tradotti in italiano,  francese, spagnolo, olandese, coreano, cinese e polacco. In Germania ha vinto sette volte il Deutscher Krimi Preis, il più prestigioso premio tedesco per i gialli d'autore. Nel 2006 vince il Premio Tucano della città di Monaco per il libro dell'anno. Il suo romanzo Die Erfindung des Abschieds (L'invenzione dell'addio) è stato scelto in Svizzera per essere inserito tra i dieci migliori romanzi polizieschi degli anni '90.

## Curiosità
- Il primo volume pubblicato in Italia, Süden. Il caso dell'oste scomparso, è cronologicamente il 16° pubblicato in lingua originale, ma è il 1° della serie in cui il protagonista lavora come detective privato dopo aver lasciato il dipartimento di polizia.
- L'episodio 15x04 di Un caso per due è stato sceneggiato da Friedrich Ani e Markus Bräutigam

## Opere pubblicate in Italia
- Süden. Il caso dell'oste scomparso, Emons Edizioni, Roma, 2015 ISBN 978-39545-1479-3.
- Süden e la vita segreta, Emons Edizioni, Roma, 2016 ISBN 978-39545-1871-5.
- M come Mia. Süden e le ombre del passato, Emons Edizioni, Roma, 2016 ISBN 978-3954551934.
- Il giorno senza nome, Emons Edizioni, Roma, 2017 ISBN 978-37408-0233-2.
- L'omicidio della felicità, Emons Edizioni, Roma, 2018 ISBN 978-37408-0490-9.